# Olympische Sommerspiele 1984/Teilnehmer (Dominikanische Republik)
| Gelbes Symbol für Goldmedaillen mit stilisierten Olympischen Ringen | Graues Symbol für Silbermedaillen mit stilisierten Olympischen Ringen | Braundes Symbol für Bronzemedaillen mit stilisierten Olympischen Ringen |
| ------------------------------------------------------------------- | --------------------------------------------------------------------- | ----------------------------------------------------------------------- |
| —                                                                   | —                                                                     | 1                                                                       |

Die Dominikanische Republik nahm an den Olympischen Sommerspielen 1984 in Los Angeles, USA, mit einer Delegation von 19 Sportlern (15 Männer und vier Frauen) teil.

## Medaillengewinner

### Bronze
| Name(n)       | Sportart | Wettkampf     |
| ------------- | -------- | ------------- |
| Pedro Nolasco | Boxen    | Bantamgewicht |

## Teilnehmer nach Sportarten

### Boxen
- Jesús Beltre
Halbfliegengewicht: 9. Platz

- Laureano Ramírez
Fliegengewicht: 5. Platz

- Pedro Nolasco
Bantamgewicht: Bronze

- Abraham Mieses
Federgewicht: 9. Platz

- Ángel Beltré
Leichtgewicht: 17. Platz

- Virgilio Frias
Schwergewicht: 16. Platz

### Judo
- John E. Adams
Halbschwergewicht: 9. Platz

- Desiderio Lebron
Schwergewicht: 11. Platz

### Leichtathletik
- Ruddy Cornielle
5000 Meter: Vorläufe
10.000 Meter: Vorläufe

- Modesto Castillo
110 Meter Hürden: Vorläufe

- Felicia Candelario
Frauen, 100 Meter: Vorläufe

- Divina Estrella
Frauen, 100 Meter: Vorläufe
Frauen, 200 Meter: Viertelfinale

### Ringen
- Servio Severino
Bantamgewicht, griechisch-römisch: Gruppenphase
Bantamgewicht, Freistil: Gruppenphase

### Segeln
- Antonio Esteban
Windsurfen: 36. Platz

### Synchronschwimmen
- Maribel Solis
Einzel: 1. Runde
Duett: 14. Platz

- Ximena Carias
Einzel: 1. Runde
Duett: 14. Platz

### Wasserspringen
- Fernando Henderson
Kunstspringen: 19. Platz in der Qualifikation

- Reynaldo Castro
Kunstspringen: 20. Platz in der Qualifikation

- César Henderson
Turmspringen: 16. Platz in der Qualifikation